# 한국외식산업경영연구원
한국외식산업경영연구원은 국내외식산업과 식품산업 전반에 대한 폭넓고 깊이 있는 연구를 통해 국내 외식산업 및 식품산업의 질적성장을 도모하고 궁극적으로 한국외식 및 식품산업발전에 기여함을 목적으로 2007년 10월 23일 설립된 대한민국 농림수산식품부 소관의 사단법인이다. 사무실은 서울특별시 송파구 가락2동 147-2, 현대파크빌 지층에 있다.

## 주요 사업
- 외식산업 운영메뉴얼 제작, 외식업 창업 타당성 분석과 영업력,경쟁력 강화방안 연구
- 외식업체의 오픈컨설팅
- 식품 외식산업과 관련한 정부 및 민간 주도 국내외 프로젝트 수행
- 국내외 식품외식 시장의 각종 통계 및 트랜드 분석
- 외식산업 관련 주요 업무의 전문 강사 강의/교육 및 현장체험 학습
- 외식업 경영주 및 종사원의 국내 및 국외 선진국 식문화 연수
- 식품 외식산업의 다양한 학술 및 정부 기업 기관의 용역
- 기타 본 법인의 설립목적 달성에 필요한 사업